# Solanum-Alkaloide
Die Solanum-Alkaloide sind eine chemische Stoffgruppe und bilden eine Untergruppe der Alkaloide. Strukturell sind sie den Steroidalkaloiden zuzuordnen. Den Namen tragen sie, da sie in Vertretern der Pflanzengattung der Nachtschatten (Solanum) zu finden sind. Die als Glycoside vorkommenden Alkaloide aus Nachtschattengewächsen werden auch als Glycoalkaloide bezeichnet.

## Struktur und Vertreter
Die Solanum-Alkaloide sind Glycoalkaloide, d. h. Glycoside mit einem Alkaloid als Aglycon. Außerdem gehören sie zur Gruppe der Steroidalkaloide, da die Aglycone von Steroiden abgeleitete Alkaloide sind.
Es sind über 100 verschiedene Aglycone bekannt, die in Solanum-Alkaloiden auftreten. Diese lassen sich in fünf Strukturgruppen einteilen: Die beiden wichtigsten sind die Solaninidane (z. B. Solanidin, Leptinidin, Demissidin) und die Spirosolane (z. B. Solasodin und Tomatidin). Die anderen Gruppen sind die 22,26-Epiminocholestane (z. B. Solafloridin), die 22,26-Epimino-16,23-epoxycholestane (z. B. Solanocapsin) und die 3-Aminospirostane (z. B. Jurubidin).

Solanidin
Solasodin
Tomatidin
Solanocapsin

Die überwiegende Mehrheit der Glycoside hat eine von drei verschiedenen Zuckerkomponenten: Solatriose, Chacotriose oder Lycotetraose.  Ausnahmen sind z. B. Solasodin-3-O-β-D-glucopyranosid aus Solanum umbelliferum und das Jurubin, bei denen es sich um Glucoside handelt. 

Solanin
Chaconin
Tomatin
Solasonin

## Vorkommen
Verschiedene Arten der Gattung Solanum enthalten unterschiedliche Alkaloide. Der Gehalt schwankt stark, je nach Kultivar und, bei als Lebensmitteln verwendeten Pflanzen, je nach Lagerbedingungen. Die Pflanzen enthalten überwiegend Glycoside, die hydrolysierten freien Aglycone kommen nur in geringen Mengen vor.

### Kartoffel(Solanum tuberosum)
Kartoffelpflanzen enthalten Solanin und Chaconin, die aus dem Aglycon Solanidin und der Zuckerkomponente Solatriose bzw. Chacotriose bestehen. Alle Pflanzenteile enthalten Alkaloide, v. a. aber die Sprossen und die unreife Schale.

### Tomate(Solanum lycopersicum)
Tomatenpflanzen enthalten Tomatin (mit dem Aglycon Tomatidin) und Dehydrotomatin. Die Stängel, Blätter und Blüten enthalten viel Tomatin und weniger Dehydrotomatin. In unreifen Früchten ist die Verteilung umgekehrt. In reifen Früchten sind kaum Alkaloide enthalten.

### Aubergine(Solanum melongena)
Auberginenpflanzen enthalten Solasonin und Solamargin (beide mit dem Aglycon Solasodin).

### Schwarzer Nachtschatten(Solanum nigrum)
Der schwarze Nachtschatten enthält unter anderem Solamargin, Solasodin, Solanocapsin, Tomatidenol, Solanin und Solasonin. 

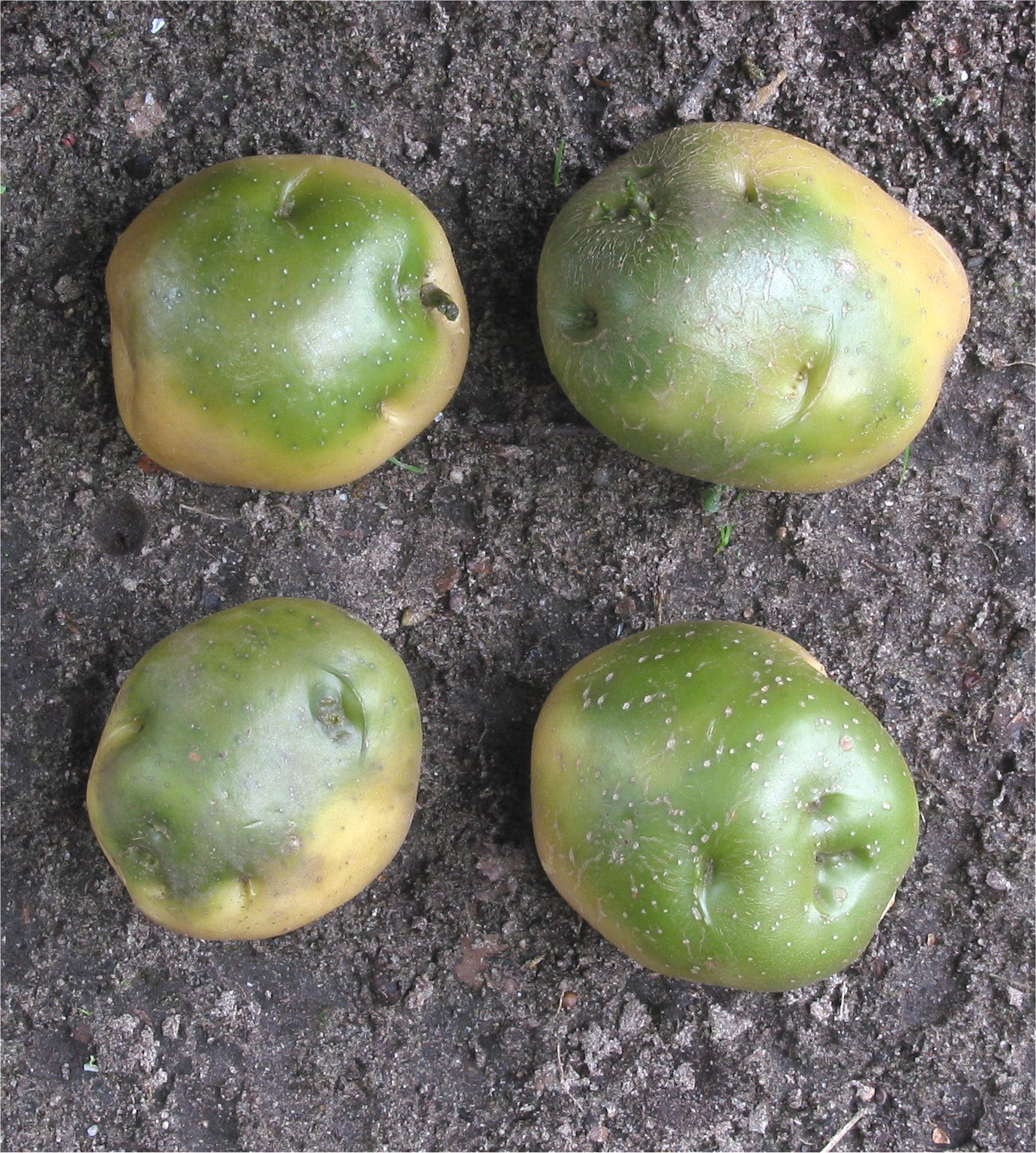
Partiell grüne Kartoffelknollen enthalten Solanin.

## Biosynthese und biologische Bedeutung
Die Solanidin-Glucosyltransferase, die an der Biosynthese von Solanum-Alkaloiden beteiligt ist, glycosyliert Solanidin, aber auch Tomatidin und Soladodin, nicht jedoch andere Steroide wie Cholesterin oder Diosgenin.
Solanum-Alkaloide werden in der Pflanze aus Cholesterin gebildet. Als Stickstoffquelle dienen Aminosäuren wie z. B. Arginin. 
Die Bedeutung der Solanum-Alkaloide für die Pflanzen, von denen sie erzeugt werden, ist heute erforscht. Die giftigen Alkaloide dienen der Abwehr von Schädlingen und Krankheitserregern, aber auch zur Abwehr von Fressfeinden. Solanum-Alkaloide besitzen einen bitteren Geschmack, der ab etwa 11 mg pro 100 g Lebensmittel wahrnehmbar ist. Der Gehalt an Solanum-Alkaloiden in Lebensmitteln ist normalerweise unbedenklich. In beschädigten oder ungünstig gelagerten Kartoffeln können aber gesundheitsschädliche Konzentrationen erreicht werden.

## Resorption und Stoffwechsel
Solanum-Alkaloide werden nur zu einem geringen Anteil resorbiert. Die maximale Konzentration im Blut wird vier bis acht Stunden nach dem Verzehr erreicht. Als Halbwertszeit wurden für α-Chaconin 19, für α-Solanin 11 Stunden ermittelt. Die Ausscheidung erfolgt hauptsächlich unverändert über den Darm sowie über die Niere. Der Hauptmetabolit der Kartoffel-Alkaloide ist das Aglycon Solanidin. Dessen Konzentrationen im Plasma sind im Vergleich zu den Glycoalkaloiden geringer. Solanidin wird jedoch in der Leber gespeichert und deutlich langsamer ausgeschieden. Bei Stoffwechselbelastungen wie Hunger, Schwangerschaft oder Krankheit kann gespeichertes Solanidin vermutlich wieder freigesetzt werden.

## Eigenschaften
Solanin und Chaconin sind Inhibitoren verschiedener Cholinesterasen, z. B. der Plasma-Cholinesterase. Mehrere Solanum-Alkaloide wirken fungizid.

### Toxikologie
Die Solanum-Alkaloide sind giftig; dabei hängt die Wirkung stark von der Zuckerkomponente ab. Entfernung von einer oder mehreren Zuckereinheiten reduziert im Allgemeinen die Giftigkeit der Verbindungen. Mehrere gleichzeitig eingenommene Alkaloide wirken synergistisch, d. h. stärker als von der einzelnen Wirkung her zu erwarten. Einnahme von Glucose-6-phosphat oder Nicotin-Adenin-Dinucleosid reduziert die Giftwirkung. Zum Teil wirken die Alkaloide teratogen, wobei die Wirkung der Glycoside deutlich stärker ist als die der freien Aglycone.
Die Toxikologie von Solanin ist vergleichsweise gut erforscht, es verursacht Kopfschmerzen, Erbrechen, Fieber, Verwirrung, Unruhe und Halluzinationen. Kochen und Braten von Kartoffeln hat kaum Einfluss auf den Solanin-Gehalt.

### Pharmakologische Eigenschaften
Pharmakologische Effekte wurden für viele Solanum-Alkaloide beschrieben, insbesondere wirken viele der Verbindungen fungizid, antiviral oder entzündungshemmend. Zudem wurden für viele der Alkaloide (z. B. Tomatidin und Solasodin) Wirkungen gegen bestimmte Krebsarten beschrieben, z. B. Darm- und Leberkrebs.

## Verwendung
Solanum-Alkaloide wirken als Korrosionsinhibitoren und vermindern schädigende Einwirkungen von Säuren auf Stahl.

## Nachweis
Die Solanum-Alkaloide Solanin und Chaconin können nach Extraktion mit Pyridin nach Silylierung anschließend gaschromatographisch quantitativ bestimmt werden.